# Copa Fares Lopes
La Copa Fares Lopes, nota in passato come Copa Unimed Fortaleza è una competizione calcistica dello stato brasiliano di Ceará organizzata dalla FCF.
Fondato nel 2010, il torneo si svolge nella seconda metà dell'anno ed è dedicato all'ex presidente della federazione, Fares Cândido Lopes (1934-2004). Il vincitore si qualifica al primo turno della Coppa del Brasile; Horizonte e Guarani de Juazeiro sono i club più titolati con due vittorie a testa.

## Albo d'oro
| Stagione | Vincitrice          | Finalista           | Risultato |
| -------- | ------------------- | ------------------- | --------- |
| 2010     | Horizonte           | Icasa               | 2-0; 1-3  |
| 2011     | Horizonte           | Guarani de Juazeiro | 1-1; 4-2  |
| 2012     | Guarani de Juazeiro | Horizonte           | 1-1; 4-0  |
| 2013     | Barbalha            | Guarany de Sobral   | 1-2; 2-1  |
| 2014     | Icasa               | Tiradentes-CE       | 1-2; 2-0  |
| 2015     | Guarany de Sobral   | Guarani de Juazeiro | 2-1       |
| 2016     | Guarani de Juazeiro | Horizonte           | 2-1; 1-1  |
| 2017     | Floresta            | Fortaleza           | 1-1; 1-1  |
| 2018     | Ferroviário-CE      | Caucaia             | 0-1; 3-1  |
| 2019     | Caucaia             | Atlético Cearense   | 2-1; 2-0  |
| 2020     | Ferroviário-CE      | Icasa               | 1-0       |
| 2021     | Icasa               | Caucaia             | 1-0       |

## Vittorie per squadra
| Club                | Vittorie | Secondi posti |
| ------------------- | -------- | ------------- |
| Guarani de Juazeiro | 2        | 2             |
| Horizonte           | 2        | 2             |
| Icasa               | 2        | 2             |
| Ferroviário-CE      | 2        | -             |
| Caucaia             | 1        | 2             |
| Guarany de Sobral   | 1        | 1             |
| Barbalha            | 1        | -             |
| Floresta            | 1        | -             |
| Fortaleza           | -        | 1             |
| Tiradentes-CE       | -        | 1             |
| Atlético Cearense   | -        | 1             |